# Kokoro Amano
Pour les articles homonymes, voir Amano.
Kokoro Amano (天野 こころ, Amano Kokoro) est une actrice japonaise de film pornographique qui a tourné entre 2001 et 2004. Elle a surtout travaillé pour Soft On Demand et Moodyz, firmes spécialisées dans ce genre.

## Biographie et carrière
Kokoro Amano est née le 30 août 1982 à Miyako, préfecture d'Iwate, Japon. Elle cherche du travail lorsqu’elle est recrutée par l’industrie du film pornographique au décours d’un jeu télévisé. Son nom d’emprunt lui est donné par Makoto Kitano. Elle débute au mois de décembre 2001 dans le film Confusion tourné pour Alice Japan par le réalisateur Kazuhito Kuramoto. Il y est question d’un couple dont chacun des membres aspire à devenir acteur.
Les critiques ont souvent stigmatisé le caractère documentaire de beaucoup de films japonais réservés aux adultes et qui, pour la plupart commencent par un long entretien avec l’actrice principale. La seconde vidéo tournée pour le compte d’Alice Japan est précisément réalisée dans ce style. L’accent d’Iwate porté par l’actrice est l’argument positif de la vente.
Le film de février 2002, toujours pour la compte d’Alice Japan, Sealed Love, à nouveau réalisé par Kuramoto, revient vers le style narratif de son premier tournage. Amano y tient le rôle d’une employée de téléphone qui devient amoureuse du meilleur ami de son amant. Certaines des vidéos d’Amano pour Alice Japan restent fidèles à l’esprit narratif. Son DVD de juillet 2002, Kokoro Amano [R], tourné pour les studios VIP, est un jeu de rôle dans lequel Amano interprète la jeune sœur du spectateur. Différentes fins sont possibles selon les sélections effectuées en cours de partie.
La carrière d’Amano se dirige vers une idole de l’« AV » qui, à ses débuts, est une « nouvelle venue » sans expérience et dont la sexualité devient progressivement de plus en plus étrange. Kjell Fornander dit au sujet de ce type de carrière : « les spectateurs sont invités à suivre pas à pas son initiation sexuelle au cours de laquelle elle prend conscience par elle-même de sa sexualité naissante et de l’acceptation graduelle de ses désirs intérieurs les plus fous. »
Plus tard dans l’année 2002 elle signe un contrat d’exclusivité avec la firme Soft-on-Demand. Le premier film issu de cette coopération est le très connu 24 Hours of Bukkake Anytime and Anywhere. Les idées qui ont rendu ce film mémorable sont :
- Amano accepte de vivre 24 heures dans un appartement assigné par la firme et commençant à 13 heures ;
- l’appartement voisin est occupé par un groupe de vingt hommes qui peuvent suivre en temps réel l’activité de l’actrice grâce à un ensemble de sept caméras installées dans l’appartement de l’actrice ;
- les acteurs peuvent entrer à tout moment (y compris la nuit) dans l’appartement d’Amano pour éjaculer sur elle (bukkake) mais ils ne peuvent ni la toucher ni lui parler. Ils ne peuvent correspondre avec elle, si nécessaire, que par gestes.

Kokoro Amano a également tourné des Gokkuns, comme Gokkun Bazooka 150 shots (Special 2003) dans lequel elle a avalé 175 éjaculations.
Elle a définitivement mis fin à sa carrière en 2004.

## Filmographie (partielle)
| Titre du film                                                       | Producteur           | Réalisateur       | Parution                                |
| ------------------------------------------------------------------- | -------------------- | ----------------- | --------------------------------------- |
| Confusion とまどい                                                  | Alice Japan          | Kazuhito Kuramoto | VHS: 28 décembre 2001 DVD: 22 mars 2002 |
| Sunny Love aka Love At A Sunny Spot 日だまりの恋                    | Alice Japan          | Kunihiro Hasegawa | 25 janvier 2002 19 avril 2002           |
| Sealed Love 恋の封印                                                | Alice Japan          | Kazuhito Kuramoto | VHS: 22 février 2002 DVD: 24 mai 2002   |
| Erotic Mind えろごころ                                              | Alice Japan          | Tagamaro          | 22 mars 2002 21 juin 2002               |
| My Lovely Nurse Sister 妹はガマンできないラブラブナース             | Alice Japan          |                   | 23 avril 2002 19 juillet 2002           |
| Wet Young Wives 濡れ若奥様えっち好き！！                            | Alice Japan          | Kei Morikawa      | 31 mai 2002                             |
| My Sister いもうと                                                  | VIP                  | Kei Morikawa      | 28 juin 2002                            |
| Fallen Angel X 堕天使 X                                             | Cosmos Plan          | Daimei Kurata     | 10 juillet 2002                         |
| Kokoro Amano [R] 天野こころ［R］                                    | VIP                  |                   | 19 juillet 2002                         |
| Tentacle 触手                                                       | ENGEL                | Kazuhito Kubodera | VHS: 25 juillet 2002 DVD: 16 août 2002  |
| Splash - Kokoro Amano スプラッシュ 天野こころ                       | Samansa/MAX-A        | Yoshiho Fukuoka   | 16 août 2002                            |
| Fallen Angel 堕天使Ｘ 2002DX                                        | Cosmos Plan          | Daimei Kurata     | 10 novembre 2002                        |
| VIP GOLD DISC                                                       | VIP                  |                   | 21 février 2003                         |
| Anal Release アナル解禁                                             | Soft On Demand (SOD) |                   | avril 2003                              |
| Angel's Kokoro 天使のこころ                                         | SOD                  |                   | juin 2003                               |
| Dream Woman X Semen Drunkard, DX 5 ドリームウーマン×ザーメン酔拳DX5 | Moodyz Legend        | Alala Kurosawa    | 15 mai 2004                             |
| Once Used Then Tossed Away M Slave 6 使い捨てM奴隷 6                | Moodyz Legend        | Shibato Taiyo     | 15 juin 2004                            |